# Liste von Persönlichkeiten der Stadt Skopje
Die folgenden Listen enthalten in Skopje (albanisch Shkup) geborene sowie zeitweise dort lebende und wirkende Persönlichkeiten chronologisch aufgelistet nach dem Geburtsjahr. Auch aufgeführt sind alle Personen, welche die Ehrenbürgerschaft der Stadt Skopje erhalten haben. Nicht berücksichtigt sind die Bischöfe von Skopje. Diese sind in einer eigenen Liste zusammengefasst.
Die Liste erhebt keinen Anspruch auf Vollständigkeit.

## In Skopje geborene Persönlichkeiten

### Bis 1900
- Naciye Suman (1881–1973), Fotografin
- Yahya Kemal Beyatlı (1884–1958), türkischer Dichter, Schriftsteller, Diplomat und Politiker

### 20. Jahrhundert

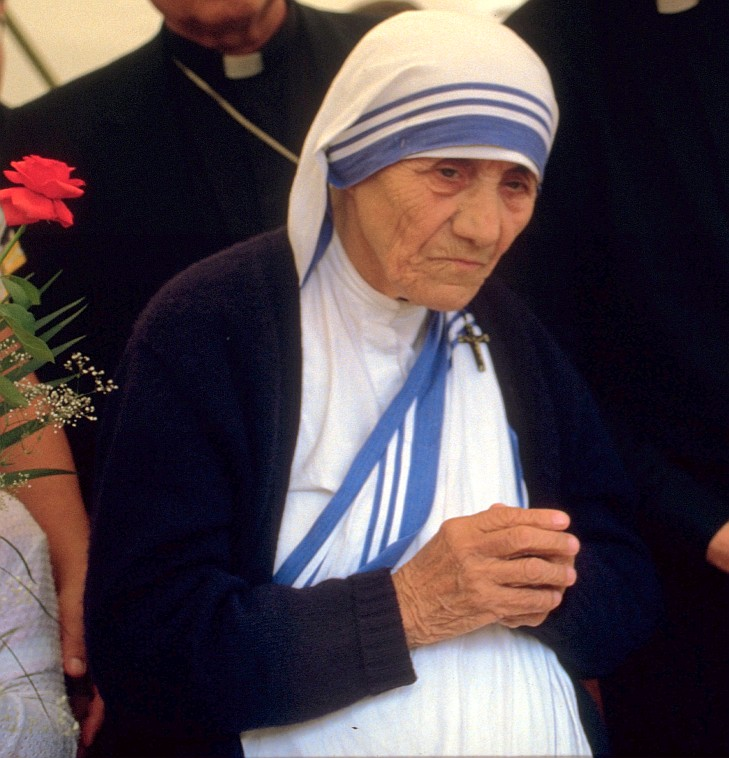
Mutter Teresa (1986)

#### 1901 bis 1950
- Remziye Hisar (1902–1992), türkische Chemikerin
- Abdurrahim Buza (1905–1986), albanischer Maler und Hochschullehrer
- Helen Wolff, geb. Helene Mosel (1906–1994), deutsch-US-amerikanische Verlegerin und Autorin
- Lorenc Antoni (1909–1991), Komponist, Chorleiter, Musikethnologe und Musikerzieher
- Mutter Teresa (1910–1997), Ordensschwester und Trägerin des Friedensnobelpreises
- Kâni Vrana (1913–1984), Jurist
- Mischa Damjan (1914–1998), Schweizer Verleger und Schriftsteller
- Dragoslav Avramović (1919–2001), Politiker
- Slavko Janevski (1920–2000), Schriftsteller
- Dragomir Felba (1921–2006), Schauspieler
- Bob Kap (1923–2010), Fußball- und American-Football-Trainer
- Milka Babović (1928–2020), Sprint- und Hürdenläuferin sowie Journalistin
- Gane Todorovski (1929–2010), Dichter, Übersetzer, Literaturwissenschaftler und Diplomat
- Şarık Tara (1930–2018), türkischer Unternehmer
- Dragan Gjakonovski-Špato (1931–1987), Leiter des Rundfunk-Tanzorchesters von Radio Skopje
- Toma Prošev (1931–1996), Komponist, Musikwissenschaftler und Dirigent
- Milovan Radovanović (1931–2009), Gelehrter
- Ljubiša Samardžić (1936–2017), Schauspieler und Regisseur
- Draško Antov (* 1938), deutsch-mazedonischer Autor, Journalist, Publizist und Moderator
- Umberto Vattani (* 1938), italienischer Botschafter und Mitglied in der Generalversammlung der Vereinten Nationen
- Esma Redžepova (1943–2016), Sängerin
- Ljupka Dimitrovska (1946–2016), Schlagersängerin
- Savo Klimovski (* 1947), Rechtswissenschaftler und Professor
- Svetlana Mojsov (* 1947), Biochemikerin
- Tihomir Pop Asanović (* 1948), Fusionmusiker
- Srgjan Kerim (* 1948), Politiker und Diplomat
- Rahim Burhan (* 1949), Theaterregisseur
- Ilinka Mitreva (1950–2022), Politikerin

#### 1951 bis 1970
- Bedia Begovska (* 1951), Schauspielerin
- Vesna Acevska (* 1952), Dichterin, Autorin und Übersetzerin
- Nano Ruzhin (* 1952), Soziologe, Politiker, Botschafter, Hochschullehrer
- Wladimir Bogojewski (* 1953), Volleyballspieler
- Branimir Štulić (* 1953), Musiker
- Dosta Dimovska (1954–2011), Dichterin und Politikerin
- Miroslav Grčev (* 1955), Architekt, Grafikdesigner, Comiczeichner, Karikaturist und Dozent
- Gjore Jovanovski (* 1956), Fußballspieler
- Ljubomir Frčkoski (* 1957), Rechtswissenschaftler und Politiker
- Milčo Mančevski (* 1959), Filmregisseur und Drehbuchautor
- Biljana Vankovska (* 1959), Politologe
- Vlado Janevski (* 1960), Sänger
- Blerim Reka (* 1960), Jurist, Akademiker und Politiker
- Ibo (1961–2000), Sänger
- Vlado Bučkovski (* 1962), Politiker
- Nataša Gaber-Damjanovska (* 1962), Juristin
- Neždet Mustafa (* 1962), Politiker
- Darko Pančev (* 1965), Fußballspieler
- Šaban Trstena (* 1965), Ringer
- Weni Markowski (* 1968), Schriftsteller und Publizist
- Martin Gjakonovski (* 1970), Jazz-Bassist
- Nikola Gruevski (* 1970), Ministerpräsident Mazedoniens
- Saša Ilić (* 1970), Fußballtorhüter
- Goran Markov (* 1970), Fußballspieler

#### 1971 bis 1980
- Donika Gërvalla-Schwarz (* 1971), Politikerin, Außenministerin der Republik Kosovo
- Biljana Grafwallner-Brezovska (* 1971), deutsch-mazedonische Filmeditorin
- Aleksandar Kitinov (* 1971), Tennisspieler
- Gabriela Konevska-Trajkovska (1971–2010), Politikerin
- Nermina Kukic (* 1971), Schauspielerin
- Skënder Asani (* 1972), Historiker
- Nikola Dimitrov (* 1972), Diplomat und Politiker
- Radmila Šekerinska (* 1972), Politikerin
- Sonja Koroliov (* 1973), Slawistin
- Ana Pavlovska-Daneva (* 1973), Juristin
- Ljubomir Stefanov (* 1975), Filmemacher
- Igor Angelovski (* 1976), Fußballtrainer und -spieler
- Tijana Dapčević (* 1976), Popsängerin
- Afrim Gashi (* 1977), Politiker
- Hristijan Mickoski (* 1977), Politiker und Professor
- Goce Toleski (* 1977), Fußballspieler
- Ana Čolović Lešoska (* 1979), Biologin
- Jana Nikolovska (* 1979), Skirennläuferin
- Bujar Osmani (* 1979), Politiker, seit 2020 Außenminister von Nordmazedonien
- Aleksandar Stojanovski (* 1979), Skirennläufer
- Simon Trpčeski (* 1979), Pianist
- Aleksandar Vasoski (* 1979), Fußballspieler
- Vasko Naumovski (* 1980), Politiker
- Jehona Sopi (* 1980), Sängerin

#### 1981 bis 1990
- Filiz Ahmet (* 1981), türkische Schauspielerin
- Bobi Božinovski (* 1981), Fußballspieler
- Milan Mijalkovic (* 1982), österreichisch-mazedonischer Architekt, Künstler und Autor
- Martin Vučić (* 1982), Popsänger
- Bojan Markoski (* 1983), Fußballspieler
- Zlatko Tanevski (* 1983), Fußballspieler
- Asmir Kolašinac (* 1984), Leichtathlet
- Nderim Nedžipi (* 1984), Fußballspieler
- Darko Tasevski (* 1984), Fußballspieler
- Vlatko Ilievski (1985–2018), Sänger und Fernsehmoderator
- Filip Ivanovski (* 1985), Fußballspieler
- Hristijan Kirovski (* 1985), Fußballspieler
- Tamara Todevska (* 1985), Popsängerin
- Altuna Sejdiu (* 1985), Popsängerin
- Elena Risteska (* 1986), Sängerin
- Berat Sadik (* 1986), Fußballspieler
- Predrag Samardžiski (* 1986), Basketballspieler
- Stojanče Stoilov (* 1987), Handballspieler
- Ivan Tričkovski (* 1987), Fußballspieler
- Katarina Ivanovska (* 1988), Model und Schauspielerin
- Kristijan Naumovski (* 1988), Fußballspieler
- Martin Petkov (1988–2025), österreichischer Fußballspieler
- Ivana Rožman (* 1989), Sprinterin

#### 1991 bis 2000
- Dina Duma (* 1991), Drehbuchautorin und Filmregisseurin
- Samir Fazli (* 1991), Fußballspieler
- Stefan Ristovski (* 1992), Fußballspieler
- Aleksandar Trajkovski (* 1992), Fußballspieler
- Jana Burčeska (* 1993), Sängerin
- Daniel Avramovski (* 1995), Fußballspieler
- Enis Bardhi (* 1995), Fußballspieler
- Damjan Šiškovski (* 1995), Fußballspieler
- Darko Velkovski (* 1995), Fußballspieler
- Gjoko Zajkov (* 1995), Fußballspieler
- Drita Islami (* 1996), Leichtathletin
- Sara Ristovska (* 1996), Handballspielerin
- Tina Abdulla (* 1997), Handballspielerin
- Ivan Djonov (* 1997), Handballspieler
- Dario Ivanovski (* 1997), Leichtathlet
- Martin Velkovski (* 1997), Handballspieler
- Tomislav Jagurinovski (* 1998), Handballspieler
- Risto Jankov (* 1998), Fußballspieler
- Stefan Kozlov (* 1998), US-amerikanischer Tennisspieler
- Milan Ristovski (* 1998), Fußballspieler
- Besard Šabović (* 1998), schwedisch-nordmazedonischer Fußballspieler
- Davor Zdravkovski (* 1998), Fußballspieler
- Eljif Elmas (* 1999), Fußballspieler
- Dejan Georgievski (* 1999), Taekwondoin
- Ana Cvetanovska (* 2000), Skilangläuferin
- Darko Čurlinov (* 2000), Fußballspieler
- Andrea Koevska (* 2000), Sängerin
- Martin Serafimov (* 2000), Handballspieler

### 21. Jahrhundert
- David Toševski (* 2001), Fußballspieler
- Marko Mitev (* 2003), Handballspieler
- Brajan Avia (* 2007), Leichtathlet
- Iva Mladenovska (* 2007), Handballspielerin

## Berühmte Einwohner von Skopje
- Murteza Peza (1919–1981), ethnisch-albanischer Schriftsteller und Journalist, Redaktionsleiter der Zeitung Flaka e Vëllazërimit von 1946 bis 1962
- Necati Zekeriya (1928–1988), ethnisch-türkischer Kinderbuchautor
- Adem Gajtani (1935–1982), ethnisch-albanischer Dichter
- Peer Hultberg (1935–2007), dänischer Schriftsteller, Slawist und Psychoanalytiker
- Matthias Bronisch (* 1937), deutscher Dichter
- Mile Markowski (1939–1975), bulgarischer Schriftsteller
- Kim Mehmeti (* 1955), ethnisch-albanischer Schriftsteller

## Ehrenbürger von Skopje
Nachfolgend sind alle Personen mit dem Datum der Erlangung der Ehrenbürgerschaft aufgelistet.
- Ivan Ribar (1881–1968), jugoslawischer Politiker, 7. Mai 1921
- Josip Broz Tito (1892–1980), jugoslawischer Politiker und langjähriger Präsident des Staatenbundes, 13. November 1946
- Władysław Gomułka (1905–1982), polnischer Politiker, 16. November 1965
- Józef Cyrankiewicz (1911–1989), polnischer Politiker, 16. November 1965
- Olav V. (1903–1991), König von Norwegen, 7. September 1966
- U Thant (1909–1974), birmanischer Politiker und dritter Generalsekretär der Vereinten Nationen, 30. August 1970
- Frank Kinard (1914–1985), US-amerikanischer American-Football-Spieler, 26. Juli 1983
- Umberto Vattani (* 1938), italienischer Botschafter und Mitglied in der Generalversammlung der Vereinten Nationen, 17. Oktober 2005
- Şarık Tara (* 1930), türkischer Unternehmer, 30. November 2005
- Christopher R. Hill (* 1952), US-amerikanischer Diplomat, 26. Juli 2008
- Lawrence Eagleburger (1930–2011), US-amerikanischer Politiker und Diplomat, 26. Juli 2008
- Thorvald Stoltenberg (1931–2018), norwegischer Politiker und Diplomat, 26. Juli 2008
- Werner Trini (* 1957), deutscher Verwalter, 26. Juli 2008